# Самойлов, Андрей Андреевич
Андрей Андреевич Самойлов (28 ноября 1969, Челябинск, РСФСР, СССР) — советский и российский киллер. Основной подозреваемый в совершении как минимум 5 убийств и попытке убийства 3 человек на территории Челябинска и Сургута, совершенных в 1991 и 1995 годах. Истинный масштаб преступных деяний Андрея Самойлова неизвестен правоохранительным органам. Самойлов был объявлен в розыск в ноябре 1991 года, но несмотря на принимаемые меры, его местонахождение в последующие десятилетия так никогда и не было установлено. По состоянию на 2025 год, Андрей Самойлов находится в розыске больше 33 лет, что является рекордом по нахождению в статусе разыскиваемого среди преступников в новейшей истории России.

## Биография

### Жизнь до убийств
Андрей Самойлов родился 28 ноября 1969 года на территории Челябинска. В середине 1980-х годов после выхода закона «О кооперации» и расцвета кооперативного движения, крышевание и рэкет которого приносило большие доходы, Самойлов вместе со своим одноклассником и близким другом Владимиром Гапоновым начал много свободного времени проводить в обществе лиц, ведущих криминальный образ жизни. После окончания 8-го класса Самойлов поступил в одно из ПТУ Челябинска, но в дальнейшем потерял интерес к учебному процессу, бросил учебное заведение и начал криминальную карьеру. Впервые к уголовной ответственности Андрей Самойлов был привлечен в возрасте 16 лет — в начале 1986 года. Однако в силу несовершеннолетнего возраста, он был осужден условно. Несмотря на это, в конце 1980-х Андрей Самойлов вместе с Владимиром Гапоновым продолжили вести криминальный образ жизни и вскоре стали членами одной из ОПГ Челябинска.

### Двойное убийство 11 ноября 1991 года
11 ноября 1991 года на территории Ленинского района Челябинска Андрей Самойлов вместе с Владимиром Гапоновым совершил убийство предпринимателя И. Ю. Макарова и его жены Л. М. Макаровой, а также нанес тяжелые увечья с помощью ножа трем другим членам семьи Макарова, после чего Самойлов и Гапонов скрылись. Мотив совершения массового убийства по версии следствия отсутствовал и убийства являлись заказными. Первоначально следствие склонялось к версии, согласно которой Самойлов и Гапонов совершили убийства из корыстных мотивов с целью похитить у Пестровых ваучеры, так как те являлись создателями одной из первых в Челябинске финансовых пирамид, однако осмотр места преступления показал, что из квартиры убитых ничего не пропало. По советским меркам Семья Макаровых являлась зажиточной. Глава семейства занимал высокую должность на «заводе имени Серго Орджоникидзе» и занимался распределением квартир. После совершения убийства Макарова и и его жены — Андрей Самойлов был объявлен в розыск, но ему и Владимиру Гапонову удалось беспрепятственно покинуть Челябинск и скрыться. По версии следствия, после того как Самойлов покинул Челябинск он продолжал находиться на территории «Уральского федерального округа», где являлся видным членом одной из ОПГ, заработав репутацию киллера.

### Убийство в марте 1995 года
Ночью 27 марта 1995 года у дома номер 6 по улице 50 лет ВЛКСМ на территории города Сургут, Самойлов выполняя очередное заказное убийство — из двух пистолетов «ТТ» расстрелял местного предпринимателя Кожевникова, который получил 9 огнестрельных ранений и скончался на месте. В ходе оперативно-розыскных мероприятий Андрея Самойлова вновь не удалось задержать, вследствие чего ему снова удалось успешно скрыться. На след преступников оперативникам удалось выйти только лишь в 1998 году. В ходе очередного витка по борьбе с организованной преступностью, милиция задержала Владимира Гапонова. После ареста Гапонову при посредстве своих адвокатов удалось заключить соглашение о признании вины. В обмен на снисхождение от суда Гапонов дал показания по всем известным ему криминальным эпизодам. На основании показаний Гапонова, в ходе расследования следствие установило причастность Андрея Самойлова как минимум к 5 заказным убийствам, однако его местонахождение тем не менее установить не удалось. По словам руководителя Первого отдела по расследованию особо важных дел СУ СК РФ по Челябинской области Юрия Власова — Владимир Гапонов утверждал, что Самойлов был убит членами ОПГ еще в 1996 или 1997 году, однако его свидетельства были подвергнуты сомнению.
После 1995 года достоверных сведений о дальнейшей судьбе Андрея Самойлова нет, однако по состоянию на 2025 год он продолжает находиться в розыске, уже более 33 лет, больше, чем кто-либо другой в России. По версии сотрудников правоохранительных органов, Самойлов во время исполнения заказных убийств отличался крайней осторожностью: не общался с рядовыми бандитами, не участвовал в их сходках. Был мастером конспирации и перевоплощения. На местах совершения преступлений не оставлял отпечатков пальцев и никаких свидетелей.

Мнение бывшего сотрудника правоохранительных органов Рашида Насибуллина:
Самойлов жив на сто процентов. Он просто скрывается где-то — очень хитрый.
В 2007 году материалы уголовного дела, выделенные в отдельное производство в отношении Самойлова были переданы по подследственности  в следственное управление Следственного комитета России по Челябинской области. МВД России назначило вознаграждение в сумме 1 миллион рублей гражданам за помощь в установлении места нахождения разыскиваемого .

Из заявления пресс-службы МВД России:
Несмотря на принимаемые меры, до настоящего времени местонахождение Самойлова не установлено.